# 幼稚園教員
幼稚園教員（ようちえんきょういん、英語: Kindergarten teacher）とは、日本の学校教育法に基づく幼稚園における教員である。

## 概要
主に幼稚園において園児の教育・保育をつかさどる（学校教育法 旧・第81条第4項など）。幼稚園に置かれる職員のうち、おおむね、副園長、教頭、主幹教諭、指導教諭、教諭、助教諭、講師、養護教諭、養護助教諭、栄養教諭などの職員が該当するが（教員の職階なども参照のこと。）このうち、「副園長」「教頭」「養護をつかさどる主幹教諭」「栄養の指導及び管理をつかさどる主幹教諭」「養護教諭」「養護助教諭」「栄養教諭」でない者は、「幼稚園の教員の免許状」を有していなければならない。
なお、保育士は別の職業である（→ 保育士項目を参照）。
園児の発育において、園児の教育のほか、園内の安全、園児の健康面、保護などの管理も重要な仕事となっており、幼稚園教諭普通免許状（専修、一種、二種）を有していなければならない。
なお、幼稚園教員の免許状には、普通免許状および臨時免許状がある一方で、5つの学校種（幼稚園、小学校、中学校、高等学校、特別支援学校）で唯一特別免許状はない。

### 全国の幼稚園教員の数
| 年度     | 男      | 女        | 計        |
| -------- | ------- | --------- | --------- |
| 2001年度 | 6,423人 | 100,280人 | 106,703人 |
| 2008年度 | 7,183人 | 104,040人 | 111,223人 |
| 2009年度 | 7,205人 | 103,487人 | 110,692人 |
| 2010年度 | 7,250人 | 103,330人 | 110,580人 |
| 2011年度 | 7,318人 | 103,084人 | 110,402人 |

## 幼稚園教諭の免許状の種類
- 幼稚園教諭普通免許状
  - 幼稚園教諭専修免許状
  - 幼稚園教諭一種免許状[注釈 1]
  - 幼稚園教諭二種免許状[注釈 2]
- 幼稚園助教諭臨時免許状

幼稚園については、特別免許状は存在しない。

### 普通免許状の基礎資格
- 専修免許状＝修士の学位もしくは専門職学位を有する者
- 一種免許状[注釈 1]＝学士の学位を有する者
- 二種免許状[注釈 2]＝学士、短期大学士、専門士のいずれかの学位を有する者

ただし、学位は教育職員免許法第5条第1項「別表第1」または、教育職員免許法施行規則附則第18項適用時（後者は、専修免許状については対象外）。

## 幼稚園教諭免許状の授与申請要件
- 基本的には、幼稚園教諭免許状の授与申請が出来る教職課程がある大学や短期大学等で必要単位を修得し卒業する。
  - それ以外の養成課程の無い学校を卒業した人については、卒業時に授与された学位を基礎資格とし、免許状の授与申請に必要な最小限の単位数を修得する方法もある。例えば、短期大学の工科系卒業といった幼稚園教諭養成課程とは全く関係のない人でも、高校卒業よりも比較的少ない単位で二種免許の取得ができるというものである。現在では、玉川大学・明星大学・創価大学・佛教大学・大阪芸術大学短期大学部の各通信教育部で学歴を基礎資格に免許状取得に必要な単位数だけをとるという課程がある。創価大学については、大学中退者であっても2年以上の在学で卒業所要単位として62単位以上修得していれば二種免許状取得課程（免許コース）に入学して取得していく方法もある。
- 隣接校種（小学校）の普通免許状を授与されている教員の経験者は、教育職員検定により二種免許状の授与を受ける方法もある。
- 学位を根拠に上位の免許状の単位を修得の上で、授与申請を行うことも、職務経験で上位の免許状を狙うことも可能である（いずれも、必要な科目の履修と最低限の単位修得を要する）。

### 保育士資格を有する者が幼稚園教諭免許状の授与申請を行う場合
- 保育士として3年以上の正規職員としての実務経験がある場合は、文部科学省[注釈 4]が実施する教員資格認定試験（幼稚園）により二種免許状の取得が可能である。なお、この当該教員資格認定試験合格をもとに、一種に移行する場合、現職教員であれば、その後の勤務経験により、免許法別表3にて一種への移行が可能である。また、教員経験が少ない、または無い者が、免許法別表1に基づいて幼稚園の免許状を一種に移行する場合、施行規則第十条六の第1項が適用され、二種に必要な単位を修得済みとみなされる。そのため一種の法定単位と二種の法定単位の差分のみが法定上最低限必要な単位数となる（つまり、教育実習等の単位は改めて修得する必要はない。一種にしてから専修免許状に移行する場合も同様）。幼稚園一種の場合は、教職に関する科目の第4欄が8単位不足するため、それを充当すればよい（ただし大学によってはこの規定に沿った単位修得を認めない場合もある）。
  - また、平成27年（2015年）4月から平成32年（2020年）3月（後に、令和7年（2025年）3月までに、更に令和12年（2032年）3月までに変更）までは認定こども園に関連して保育士資格と幼稚園教諭免許の併有を促す特例制度があり、保育士等として3年以上かつ4320時間以上の勤務経験があれば大学で指定された科目8単位を履修することで、教育職員検定により、幼稚園教諭免許が取得できる[2]。なお、令和5年度より、従来の要件に加えて、幼保連携型認定こども園における保育教諭としての勤務経験を「2年以上かつ2,880時間以上」有する職員については、大学で指定された科目6単位（8単位より、修得したとみなされた2単位を減じた単位数）を履修することで幼稚園教諭免許状が取得できる（2年特例とも言われる）。

根拠法令は、教育職員免許法施行規則附則第19項となり、同項文中の第3欄に記された科目区分を満たしたうえで合計8単位以上（2年特例適用時は6単位以上）充足することで、教育職員検定により授与される。学士の学位を有する者は一種、それ以外のものは二種となり、この特例では、修士の学位もしくは専門職学位を有していても専修免許状は授与されない。一種免許状を授与されてから、別表第一ないしは別表第三で専修免許状へ移行する形となる。
- 職業訓練の内、長期高度人材育成コースで、保育士養成コースが設定される場合があるが、委託訓練先によっては、保育士資格だけでなく、幼稚園教諭免許状の授与申請も可能な場合もある（委託先が短期大学であれば、通常、二種免許状となり、その場合、免許授与の基礎資格に絡んで、職業訓練受講者が高等学校または中等教育学校卒業が最終学歴の場合は、短期大学士の学位も受けられる場合もある）。

## 補足
- 二種免許状については、専修学校専門課程で取得できるところもある。また、一部の専門学校では夜間課程もあるが、幼稚園教諭免許状のみ取得できる学科については一定基準を満たしていないところもある（1700時間未満）[注釈 5]。その場合、大学への編入学ができない。また、そういった人が幼稚園教諭二種免許状を一種に変更するには、現場で一定期間の実務経験を経て教育職員検定に合格するという方法がある。
- 幼稚園教員普通免許（かつての1級および2級を含む）を所有している人は保育士国家試験の実技試験および筆記試験の一部科目が免除されるという特典がある。2010年度より、その特典に加えて、保育士養成施設での科目履修することにより、さらに該当する科目の免除制度が採用されるようになった。これによって、実際に保育士試験（筆記・実技）を受けずに保育士資格を取得することが可能になった。[注釈 6]